# Swanage Town & Herston FC
Swanage Town & Herston Football Club, är en fotbollsklubb från Swanage, Dorset.   i England. Den grundades 1966 genom en sammanslagning mellan Swanage Town FC and Herston Rovers FC. 

## Meriter
Dorset Football Combination League (Swanage Town FC)
- Mästare 1957-58, 1959-60, 1960-61, 1961-62
- Runners-up 1958-59

Western Football League Division One
- Mästare 1986-87

Wessex League
- Runners-up 1990-91